# Ejido Alcholoya
Ejido Alcholoya är en ort i Mexiko.   Den ligger i kommunen Acatlán och delstaten Hidalgo, i den sydöstra delen av landet, 110 km nordost om huvudstaden Mexico City. Ejido Alcholoya ligger 2 163 meter över havet och antalet invånare är 227.
Terrängen runt Ejido Alcholoya är kuperad västerut, men österut är den platt. Runt Ejido Alcholoya är det ganska tätbefolkat, med 75 invånare per kvadratkilometer. Närmaste större samhälle är Tulancingo, 15,6 km sydost om Ejido Alcholoya. Omgivningarna runt Ejido Alcholoya är en mosaik av jordbruksmark och naturlig växtlighet.